# Castroverde de Cerrato
Castroverde de Cerrato is een gemeente in de Spaanse provincie Valladolid in de regio Castilië en León met een oppervlakte van 32,46 km². Castroverde de Cerrato telt 227 inwoners (1 januari 2016).

## Demografische ontwikkeling
Bron: INE, 1857-2011: volkstellingen